# Pectiniseta societas
Pectiniseta societas är en tvåvingeart som beskrevs av Malloch 1929. Pectiniseta societas ingår i släktet Pectiniseta och familjen husflugor. Inga underarter finns listade i Catalogue of Life.